# Andrzej Borowski (polityk)
Andrzej Borowski (ur. 13 października 1950 w Wałbrzychu) – polski polityk, inżynier i urzędnik państwowy, poseł na Sejm X i I kadencji.

## Życiorys
Od 1970 pracował w spółkach wodnych. Ukończył w 1983 studia na Akademii Rolniczej we Wrocławiu, uzyskując tytuł zawodowy magistra inżyniera melioracji wodnych. Pełnił funkcję kierownika oddziału Wojewódzkiego Zarządu Spółek Wodnych w Kluczborku.
W 1989 uzyskał mandat posła na Sejm kontraktowy. Został wybrany w okręgu opolskim z puli Zjednoczonego Stronnictwa Ludowego (wstąpił do tej partii w 1971). Na koniec kadencji był członkiem Klubu Poselskiego Polskiego Stronnictwa Ludowego. Zasiadał w Komisji Ochrony Środowiska, Zasobów Naturalnych i Leśnictwa, Komisji Stosunków Gospodarczych z Zagranicą i Gospodarki Morskiej oraz w Komisji Nadzwyczajnej do rozpatrzenia rządowego projektu ustawy konstytucyjnej o wydawaniu przez Radę Ministrów rozporządzeń z mocą ustawy.
W 1991 ponownie został posłem z ramienia PSL z nowo utworzonego okręgu opolskiego. W I kadencji Sejmu pracował m.in. w Komisji Mniejszości Narodowych i Etnicznych. Dwa lata później nie uzyskał mandatu.
Od 1993 do końca lat 90. pracował w administracji wojewódzkiej, początkowo jako dyrektor Urzędu Wojewódzkiego w Opolu, następnie na stanowisku doradczym. W późniejszym czasie przeszedł do pracy w Najwyższej Izby Kontroli.
W 1984 odznaczony Srebrnym Krzyżem Zasługi.